# San Niclà (Strada)
Koordinaten: 46° 51′ 28,9″ N, 10° 25′ 33,6″ O; CH1903: 827754 / 193991

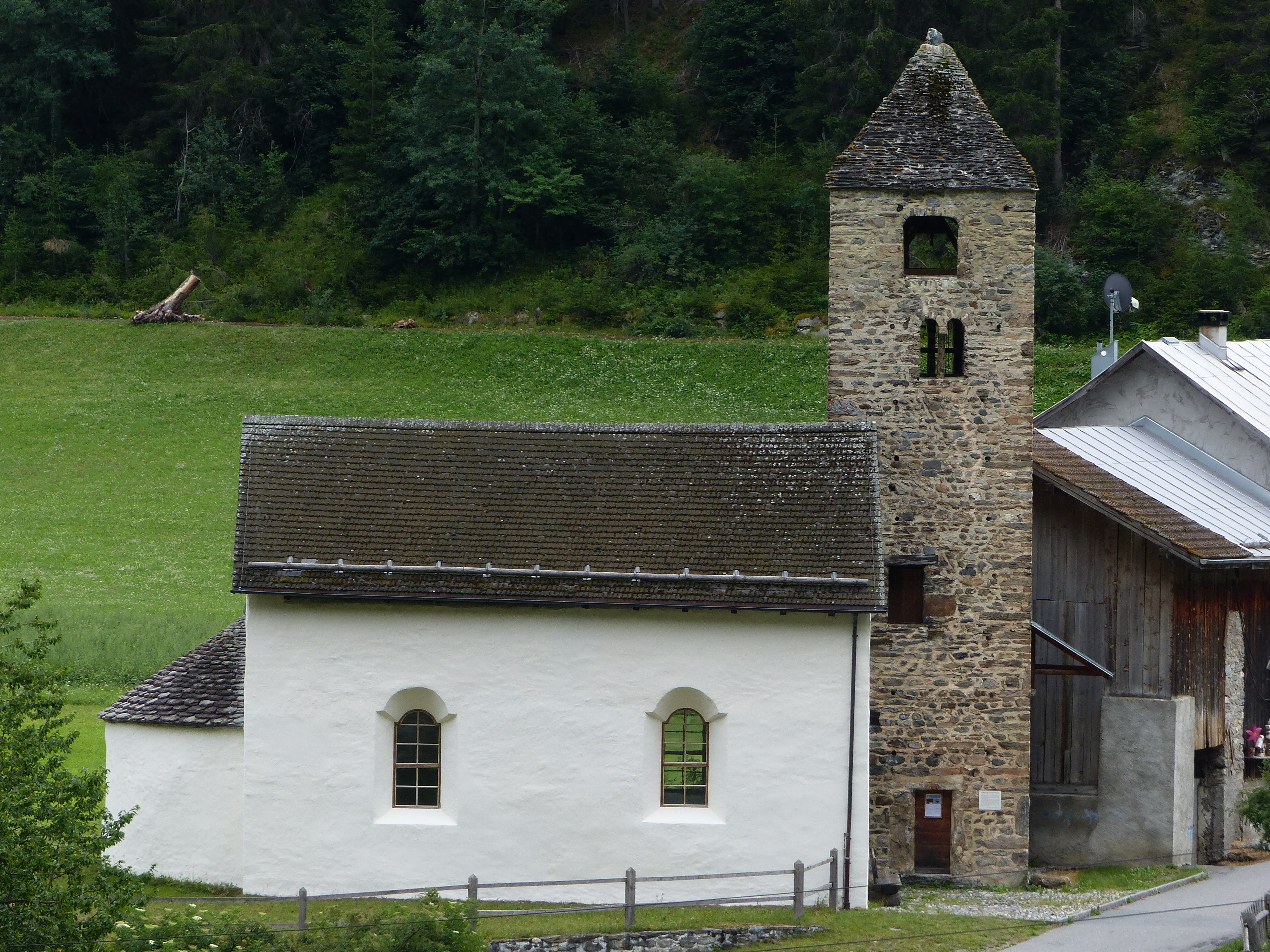
Aussenansicht

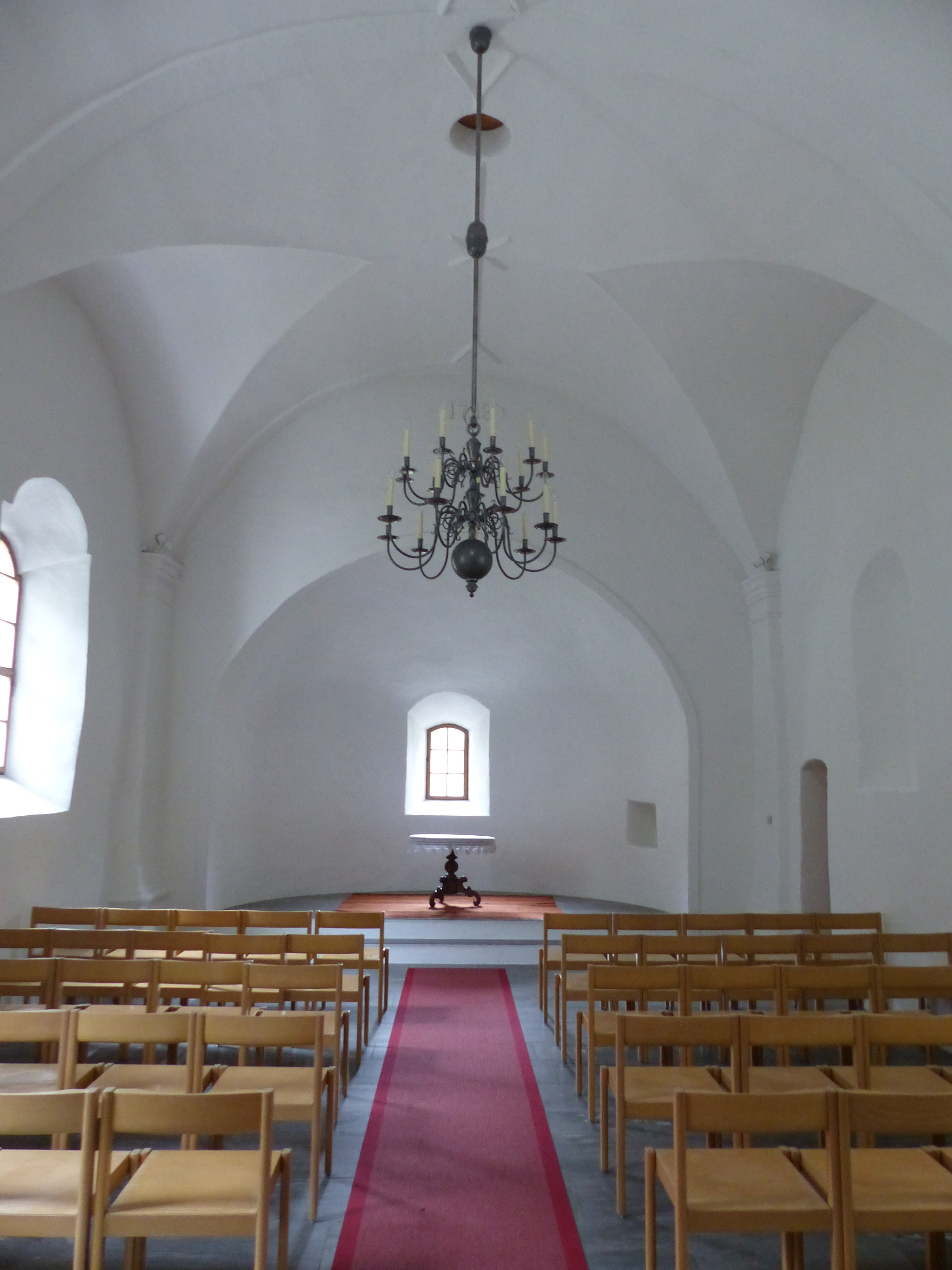
Innenraum

Die Kirche San Niclà (rätoromanisch für «Sankt Nikolaus») im zu Valsot gehörenden Strada im Unterengadin ist ein ehemaliges evangelisch-reformiertes Gotteshaus, das unter dem Denkmalschutz des Kantons Graubünden steht. Es liegt auf der rechten Seite des Inn im Weiler San Niclà etwa 1 km vom Dorfzentrum Stradas entfernt.

## Geschichte
Die Kirche wurde noch vor dem Jahr 1200 unter dem Patrozinium des Nikolaus von Myra im Stil der Romanik erbaut. Das spätbarocke Kirchenschiff stammt von 1718. Vermutlich wurde die Kirche bis 1750 als Gottesdienststätte von Strada-Chaflur genutzt, bis im nach den Bündner Wirren neu errichteten Dorfzentrum von Strada eine weitere reformierte Kirche gebaut wurde, die San Niclà als Predigtort ablöste.
Lange Zeit stand San Niclà fortan leer oder wurde als Bauernhaus genutzt, wobei der Kirchturm als Kamin diente. 1982 wurde eine Stiftung Fundaziun baselgia San Niclà gegründet, die das Sakralgebäude wieder herstellte und der Öffentlichkeit zurückgab.

## Heutige Nutzung
Heute wird San Niclà als Kulturzentrum (offiziell: Center Cultural Baselgia San Niclà – Kultur am Inn) für Konzerte und Theater genutzt. Die Kirche steht auch der reformierten Kirchgemeinde Valsot für Gottesdienste zur Verfügung.

## Galerie

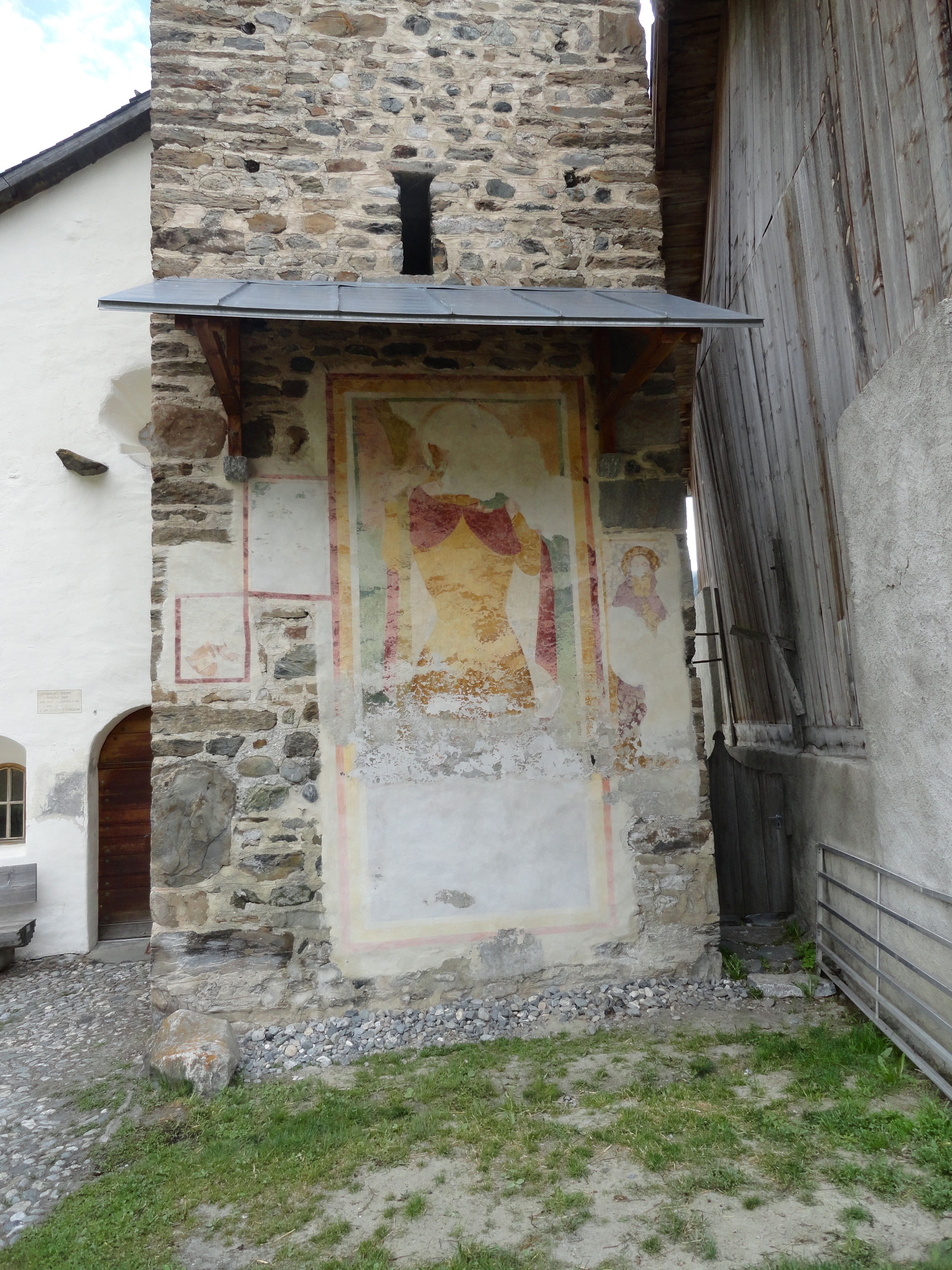
Christophorus-Wandbild
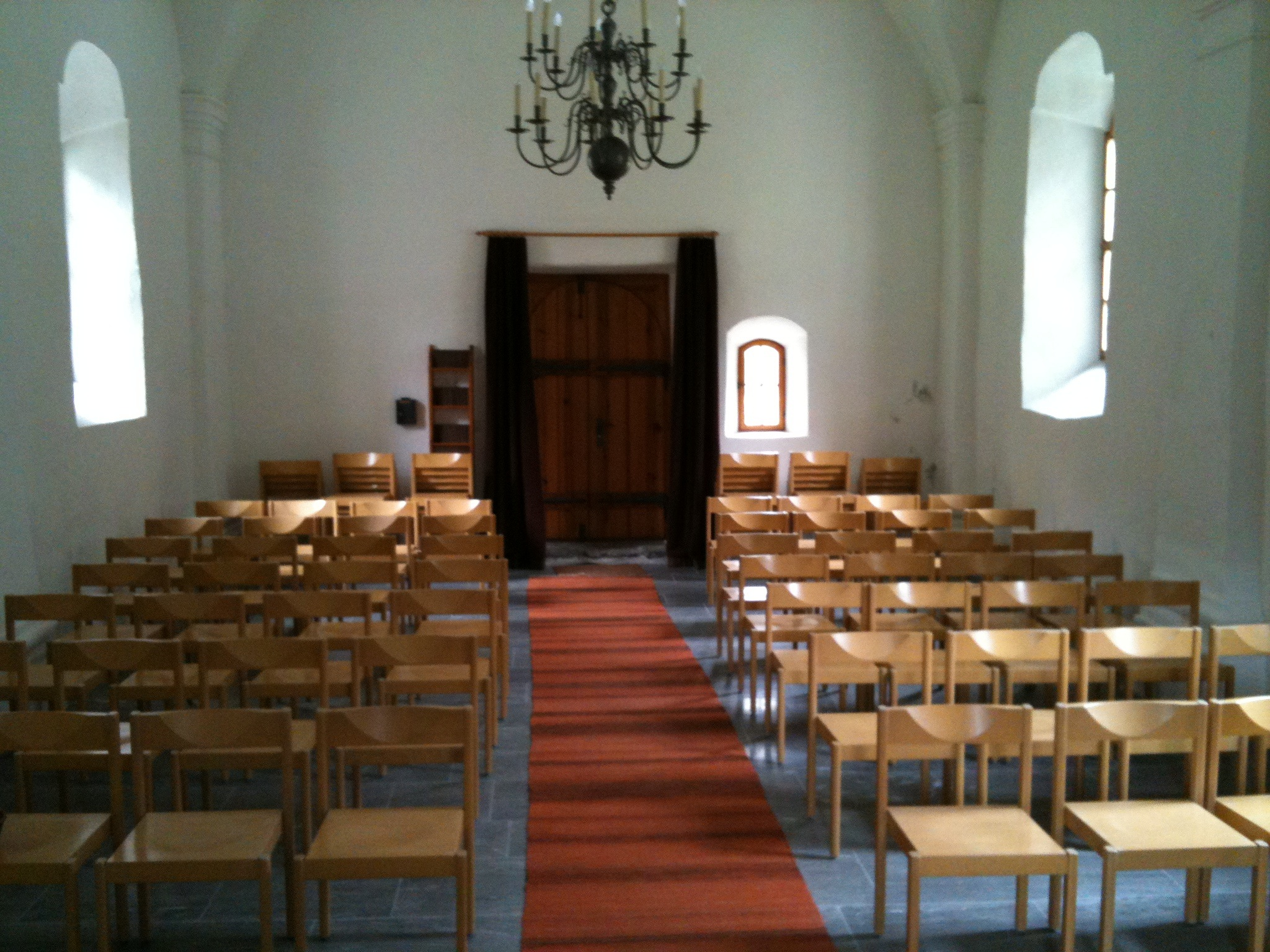
Blick aus dem Chor in das Schiff
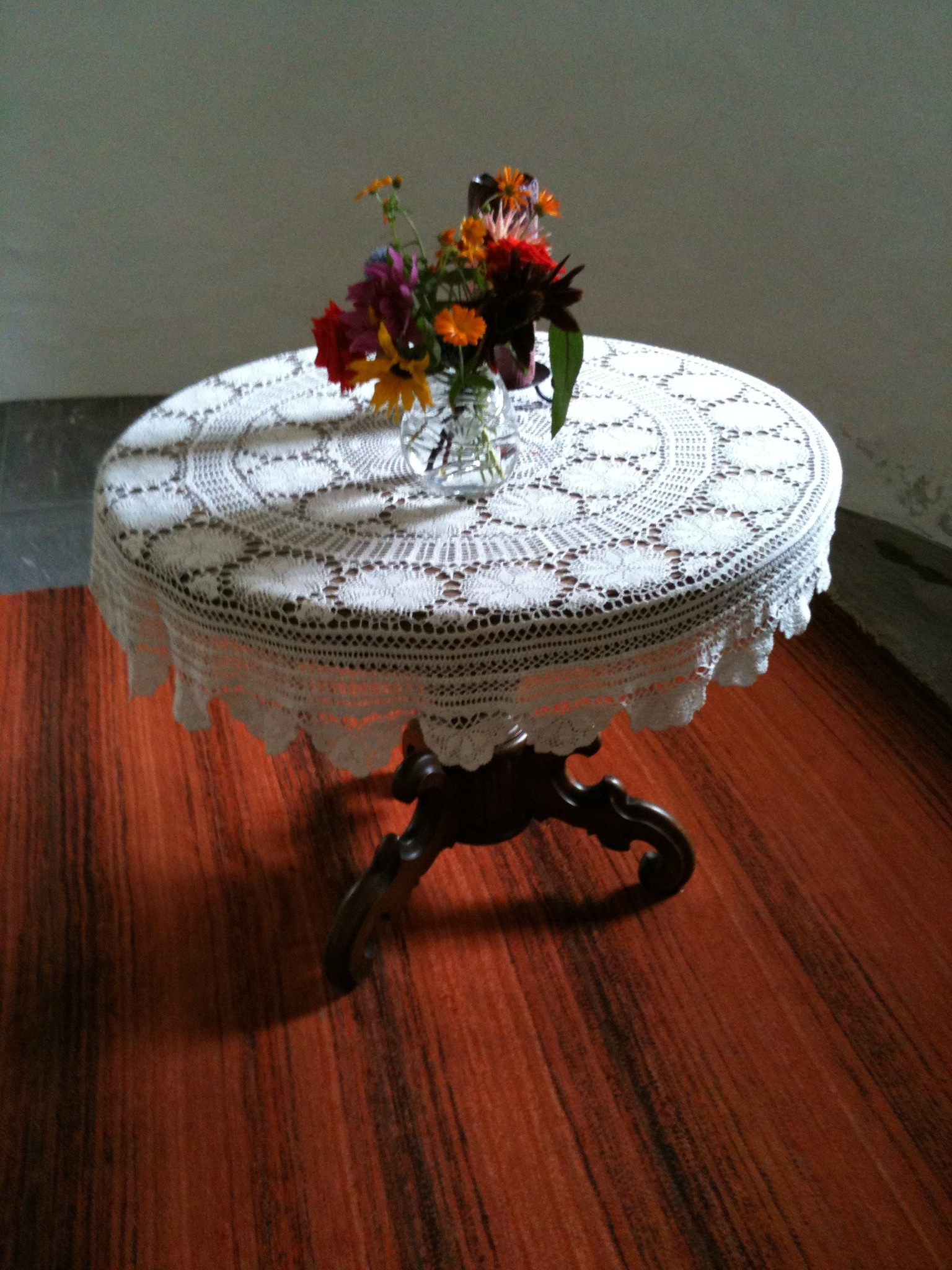
Tisch im Chor
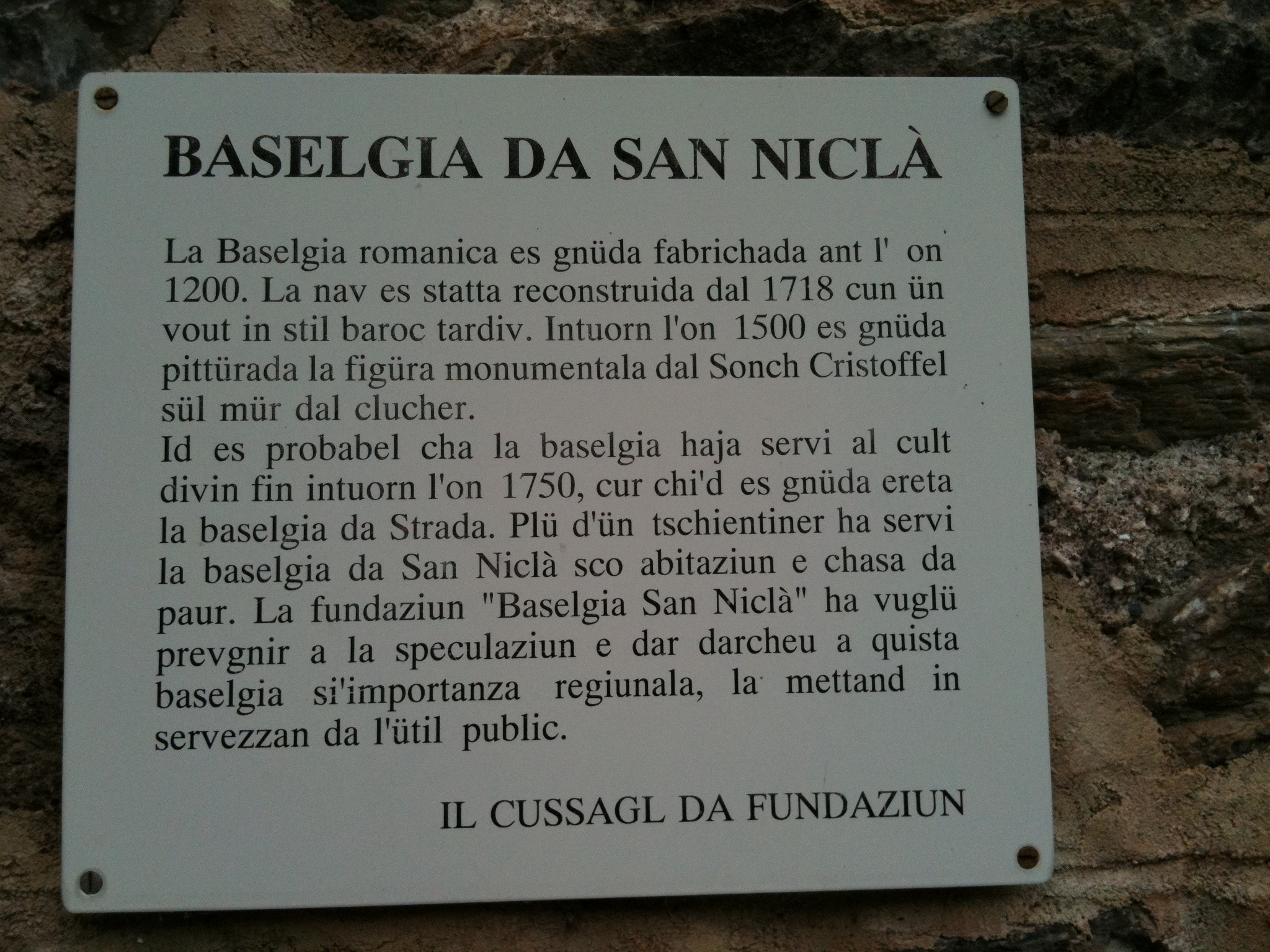
Informationstafel im Idiom Vallader am Turm
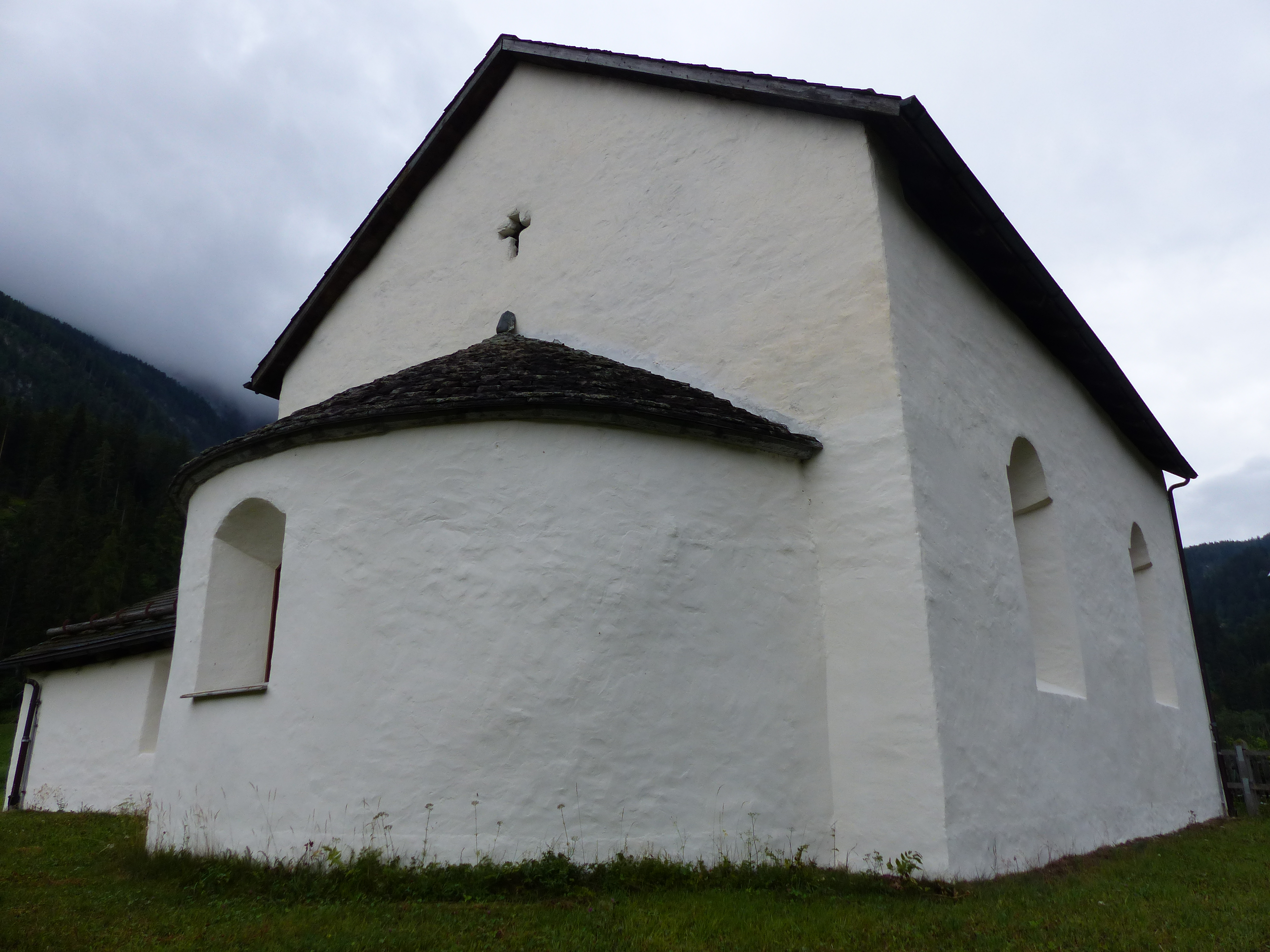
Apsis